# Марк Клавдий Марцелл (претор 137 года до н. э.)
Марк Кла́вдий Марце́лл (лат. Marcus Claudius Marcellus; родился не позднее 177 года до н. э. — погиб в 137 году до н. э., Таррацина) — римский государственный и политический деятель из патрицианского рода Клавдиев, претор 137 года до н. э.

## Биография
Марк Клавдий Марцелл в 137 году до н. э. занимал должность претора; в Таррацине, будучи на корабле, убит молнией.